# Concert virtuel

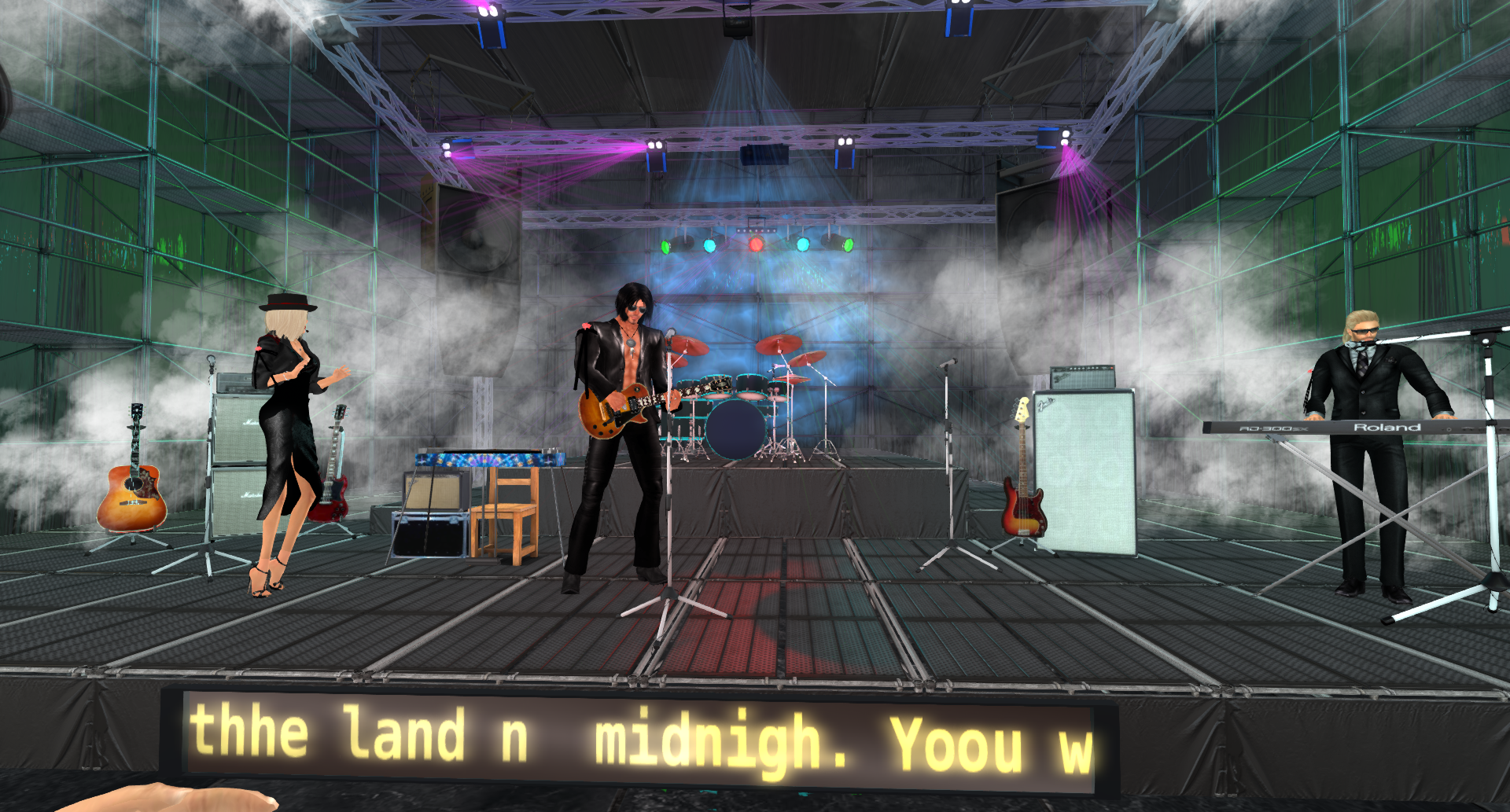
Un concert virtuel dans Second Life.

Un concert virtuel est une représentation musicale, d'un ou plusieurs musiciens — chanteurs ou instrumentistes — le plus souvent représentés au travers d'avatars projetés dans un espace scénique virtuel en 3D.
Depuis le début des années 2000, plusieurs concert virtuels se sont déroulés dans des mondes virtuels. La 1re représentation virtuelle fut celle de Duran Duran dans Second Life en 2006. La même année, Phil Collins chanta In The Air Tonight dans Grand Theft Auto: Vice City Stories.
Le 2 février 2019, le producteur de musique Marshmello se produisit dans le jeu Fortnite Battle Royale. Il sera suivit par Travis Scott qui y effectua une tournée du 23 au 25 avril 2020 avec des chansons de son album Astroworld et la présentation du nouveau titre "THE SCOTTS" qu'il a développé avec l'artiste Kid Cudi.